# Свентокшиска (станция метро, линия М2)
«Свентокши́ская» (Świętokrzyska, с пол. — «Святокрестовая») — действующая станция линии M2 Варшавского метрополитена. Располагается в районе Средместье, под пересечением улиц Маршалковской (Marszałkowska, с пол. — «Маршальская») и Свентокшиской, пролегая вдоль последней. Вместе с одноимённой станцей составляет единственный в настоящее время пересадочный узел Варшавского метрополитена.
На линии M2 находится к западу от русла реки Вислы, между станциями «Рондо ОНЗ» и «Новы Свят — Универсытет».

## Название
Станция была названа по одной из главных улиц Варшавы, под которой она проложена. Название самой улицы в свою очередь происходит от Базилики Святого Креста, которая располагается на другой улице — в Краковском предместье.

## История
Ещё в 1981 году одноимённую станцию на линии М1, тогда ещё единственной, планировалось сделать пересадочной на линию М2. Будущая станция второй линии и возможная пересадка учитывались при строительстве станции линии М1 в конце 1990-х. На этапе планирования будущей станции она носила проектный код S9 и название «Маршалковска». 1 февраля 2010 года были утверждены рабочий код станции С11 и название «Свентокшиска».
14 января 2011 года Варшавский метрополитен направил Мазовецкому воеводе ходатайство о разрешении на строительство станции, которое было выдано 26 мая 2011 года. 11 июня было перекрыто наземное движение по улице Свентокшиской от кольцевой развязкии ООН до пересечения с улицей Ясной, одновременно начались подготовительные работы. Из-за строительства перехода на одноимённой станции линии М1, 17 и 18 марта 2012 года поезда на участке «Центрум» — «Ратуш Арсенал» ездили в челночном режиме, а к концу месяца движение поездов на этом участке было полностью прекращено. На время закрытия участка были организованы компенсационные маршруты наземного транспорта. 6 апреля движение на линии М1 было восстановлено. 11-14 мая 2013 года щит «Мария» проходил северный туннель станции, при этом пройдя 3 м под туннелями линии М1. 30 мая и 1 июня уже щит «Анна» прошёл южный туннель.
29 июня 2013 года начались работы по соединению одноимённых станций. На линии М2 были закрыты станции «Центрум» и «Свентокшиска», поезда курсировали по участкам «Кабаты» — «Политехника» и «Ратуш Арсенал» — «Млоцины». 23 августа движение на линии М1 было полностью восстановлено. Отделочные работы на будущей станции линии М2 велись вплоть до ноября 2014 года.
Станция открылась 8 марта 2015 года в рамках пуска центрального участка (II C) линии М2, в тот же день были открыты ещё 6 станций. В день открытия новой линии все поездки были бесплатными.

## Архитектура и оформление
Будучи пересадочной, станция несколько отличается планировкой уровней от других станций линии М2. Наземный уровень обоих станций представлен 9 выходами, выходы 7-9 выполнены типичным для станций линии М1 синим сводчатым навесом, в то время как выходы 1-6 имеют стилизованные жёлтые навесы, которые напоминают букву «М», что присуще уже для станций линии М2. Уровень -1 представлен подземными переходами и вестибюлями станции: выходы 1-4 ведут к восточному вестибюлю, выходы 5-6 — к западному, а выходы 7-9 ведут к станции линии М1. На этом же уровне располагаются торговые ряды и пункт обслуживания пассажиров. Сама станция линии М2 расположена на уровне -2, её длина составляет 135 м, а ширина достигает 27 м. По центру располагается прямая островная платформа длиной 127 м и шириной 12 м с 34 колоннами.
Все станции центрального учатска (II C) линии М2 выполнены в едином современном архитектурном стиле, отличаясь основным цветом путевых стен, потолка и элементов внутренней отделки. Для станции «Свентокшиска» основным цветом оформления является жёлтый. В остальном дизайн станции во всём соответствует общему дизайну центрального участка, включая стилизованное название станции на путевых стенах. Красочные названия станций разработал Войцех Фангор.

## Наземный транспорт
Трамваи:
- 4 Восточный Жерань — Высьциги
- 15 Марымонт-Поток — P+R Краковская аллея
- 18 Жерань FSO — PKP «Служевец»
- 35 Новое Бемово — Высьциги

Автобусы (в т.ч. ночные):
- 128 пл. Пилсудского — Счастливице
- 175 пл. Пилсудского — Аэропорт им. Шопена
- 178 PKP «Урсус» — ул. Конвикторская
- 517 Урсус-Недзьвядек — м. «Троцкая»
- 520 Марысин — ул. Плоцка-Больница
- N11 ул. Осенних Листов — Центральный вокзал
- N13 Новодворы — Центральный вокзал
- N14 Олесин — Центральный вокзал
- N16 PKP Зачише-Вильно — Центральный вокзал
- N21 Старая Милосна (ул. Уланская) — Центральный вокзал
- N32 Аэропорт им. Шопена — м. «Центр»
- N35 PKP «Урсус-Недзьвядек» — м. «Центр»
- N38 P+R Краковская аллея — м. «Центр»
- N41 Млоцины-УКСВ — Центральный вокзал
- N42 ос. Гурчевска — Центральный вокзал
- N44 Центральный вокзал — депо «Жолибож»
- N61 Чёрный поток — Центральный вокзал
- N63 Хотомув — Центральный вокзал
- N64 Хошчувка — Центральный вокзал
- N66 ул. Соснковского — Центральный вокзал
- N71 Воля Гржибовская — Центральный вокзал
- N85 ос. Сташица/Трамвайная петля — м. «Центр»
- N88 Шведская пл. — м. «Центр»
- N91 Северное кладбище-Восточные ворота — Центральный вокзал

## Галерея
|  |